# Kushiro (Kushiro)
Pour les articles homonymes, voir Kushiro.
Kushiro (釧路町, Kushiro-chō) est un bourg du district de Kushiro, situé dans la sous-préfecture de Kushiro, sur l'île de Hokkaidō, au Japon.

## Géographie

### Démographie
Au 31 mars 2015, la population de Kushiro s'élevait à 20 183 habitants répartis sur une superficie de 252,66 km2.